# Vattikuti Urology Institute
Das Vattikuti Urology Institute des Henry-Ford-Hospitals in Detroit (Michigan), USA ist eine urologische Klinik und ein Forschungsinstitut auf dem Gebiet der Urologie.

## Bedeutung
Das VUI ist bekannt für den Einsatz der roboterassistierten Prostatektomie als Standardbehandlungsmethode bei Prostatakrebs.
Nach jetzigem Stand (2011) hat das VUI mehr als 5000 Roboter-assistierte Prostataoperationen durchgeführt. VUI ist eine der größten Kliniken für Urologie in den Vereinigten Staaten mit fast 50.000 Patienten aus 25 Ländern im Jahr.
Direktor des VUI ist Mani Menon.

## Roboterassistierte Operationen und VIP-Prostatektomie
VUI ist ein Zentrum für roboterassistierte Operationen an der Prostata und andere minimalinvasive roboterassistierte Operationen in der Urologie.
Dies ermöglicht  minimale Invasivität, mehr Präzision, kürzere Krankenhausaufenthalte und schnellere Erholung.
Zu den chirurgischen Eingriffen, die mit dem Da-Vinci-Operationssystem durchgeführt werden, gehören die durch Mani Menon entwickelte VIP-Prostatektomie (Vattikuti Institut Prostatektomie), partielle und radikale Nephrektomien und Nierenbeckenplastiken.

## Mitarbeiter
Bekannte Mitarbeiter sind oder waren
- Mani Menon – Direktor der Vattikuti-Klinik
- Jack S. Elder – Oberarzt
- James O. Peabody – Oberarzt
- Craig G. Rogers – Oberarzt und VUI-Direktor der Nephrochirurgie
- Hans J. Stricker – Oberarzt

## Forschung und Wissenschaft
Das VUI ist ein Zentrum für Forschung und Wissenschaft sowie für die Fachausbildung von Ärzten. Seit 2004 organisiert das Institut jährlich ein Symposium IRUS International Robotic Urology Symposium.